# Épérythrozoonose
L'épérythrozoonose est une infection bactérienne causée par Mycoplasma suis (anciennement appelé Eperythrozoon suis)  qui vit dans la circulation sanguine des animaux homéothermes, notamment les ovins, constitué de micro-organismes multiformes présents à la surface des hématies et dans le sérum. Comme son nom l'indique il s'agit d'une zoonose.

## Cause
L'épérythrozoonose est causée par une rickettsie Mycoplasma suis. 

## Chez l'être humain
Pas de symptômes particuliers mais parfois: céphalées, douleurs articulaires, lumbago,  fièvre, ictère, anémie.